# 가브리엘 엔리케 고메스
가브리엘 엔리케 고메스 히론(스페인어: Gabriel Enrique Gómez Giron, 1984년 5월 29일 ~ )은 파나마의 전 축구 선수로, 현역 시절 포지션은 수비형 미드필더였다.

## 선수 경력
2002년 콜롬비아의 엔비가도 FC 입단을 통해 프로에 정식 데뷔한 이래로 2004년부터 2016년까지 12년동안 파나마, 포르투갈, 멕시코, 키프로스, 미국, 코스타리카 등 해외의 여러 프로팀을 전전하다가 2017년 콜롬비아의 카테고리아 프리메라 A 소속팀인 아틀레티코 부카라망가로 이적하여 현재까지도 팀의 수비형 미드필더로 활약하고 있다.

## 대표팀 경력
2003년부터 2018년까지 15년동안 파나마 국가대표팀 소속으로 149경기를 소화하며 센추리클럽에 가입한 7명의 파나마 선수 가운데 가장 많은 국제 A매치를 뛰었고 득점도 12골을 기록하면서 CONCACAF 골드컵 2번의 준우승에 일조했고 2018년 FIFA 월드컵에서 생애 처음이자 마지막으로 월드컵 본선 무대를 밟았다. 그 이후 대표팀에서 은퇴를 선언했다.

## 같이 보기
- A매치 100경기 이상 출전한 축구 선수 명단